# Union Bridge
Union Bridge is een plaats (town) in de Amerikaanse staat Maryland, en valt bestuurlijk gezien onder Carroll County.

## Demografie
Bij de volkstelling in 2000 werd het aantal inwoners vastgesteld op 989.
In 2006 is het aantal inwoners door het United States Census Bureau geschat op 1089, een stijging van 100 (10,1%).

## Geografie
Volgens het United States Census Bureau beslaat de plaats een oppervlakte van
2,2 km², geheel bestaande uit land. Union Bridge ligt op ongeveer 145 m boven zeeniveau.

## Plaatsen in de nabije omgeving
De onderstaande figuur toont nabijgelegen plaatsen in een straal van 20 km rond Union Bridge.